# Emiliano Chamorro Vargas
Emiliano Chamorro Vargas (Acoyapa, 11. svibnja 1871. – Managua, 26. veljače 1966.), predsjednik Nikaragve od 1. siječnja 1917. do 1. siječnja 1921. godine te od 14. ožujka 1926. do 11. studenog 1926. godine.

## Životopis
Emiliano Chamorro Vargas je rođen u Acoyapi 11. svibnja 1871. godine u obitelji Salvadora Chamorra Oreamuna i Gregorie Vargas Báez. U daljnjem rodu su mu Pedro Joaquín Chamorro Alfaro, 39. predsjednika Nikaragve, i Fernando Chamorro Alfaro, 30. i 31. predsjednika Nikaragve.
Chamorro se prvi put u politici pojavljuje 1893. godine, kada je sudjelovao u neuspjeloj revoluciji kojom je pokušano srušiti predsjednika Joséa Santosa Zelaya. Kada je Zelaya konačno sišao s vlasti pučem 1909. godine kojeg je predvodio Juan José Estrada, Chamorro je postao predsjednik Ustavotvorne skupštine i čelnik Konzervativne stranke.
Kao znak zahvalnosti zbog pomoći u vođenju pobune protiv predsjednika Adolfa Díaza, Chamorro je imenovan poslanikom Nikaragve u Sjedinjenim Državama. Godine 1914., dogovorio je ugovor Bryan-Chamorro sa Sjedinjenim Državama, kojim Nikaragva dopušta izgradnju kanala u zemlji, koji povezuje Karibe s Tihim oceanom (kanal nikada nije izgrađen). Vratio se u Nikaragvu 1916. godine, te je izabran za predsjednika. Njegov Konzervativna stranka dobila je pomoć SAD-a. Tijekom svog mandata se usredotočio na otplaćivanje dugova zemlje. Godine 1923. ulazi u utrku po novi mandat, ali ga je porazio Carlos José Solorzano. Godine 1926. vodio je uspješnu puč kojim je srušio srušiti Solorzana, ali njegova nova vlada nije uspjela dobiti američku podršku; na kraju je dao ostavku u korist Adolfa Díaza.
U sljedećim godinama, Chamorro je služio kao poslanik Nikaragve u nekoliko europskih država. Umro je u Managui, 26. veljače 1966. godine.

## Vanjske poveznice
- Emiliano Chamorro Vargas